# يوم شمسي
اليوم الشمسي هو وقت يقاس من ظهر يوم إلى قبل ظهر اليوم الذي بعده، ونعني بهذا وقت عبور الشمس من الزوال السماوي، وهي دائرة وهمية عظمى في الكرة السماوية مارة بالسمت والقطبين السماويين، لتصل إلى أقصى ارتفاعٍ لها في السماء.

## طرق القياس

الفرق بين اليوم الشمسي واليوم الفلكي على المريخ

يمكن قياس اليوم الأرضي بعدة طرق منها:
- قياس الوقت الذي تستغرقه الأرض لتكمل دورة واحدة حول محورها.
- قياس الوقت التي تستغرقه الشمس لتظهر في نفس خط الطول السماوي، ويعرف هذا الفاصل الزمني باليوم الشمسي.
- قياس الوقت الذي يستغرقه نجم بعيد ليظهر في نفس خط الطول السماوي، ويعرف هذا الفاصل الزمني باليوم الفلكي. دورة كاملة للأرض حول محورها تساوي اليوم الفلكي وهذا يساوي 23 ساعة و 56 دقيقة و 4.1 ثانية.

يعتبر اليوم الشمسي أطول من اليوم الفلكي، حيث أن الأرض تدور حول محورها بعكس عقارب الساعة، وتدور حول الشمس في نفس الوقت عكس عقارب الساعة أيضا. تتحرك الأرض أقل من درجة حول الشمس خلال الوقت الذي تستغرقه لإكمال دورة كاملة حول محورها. وكي تظهر الشمس في نفس خط الطول بعد مرور دورة واحدة للأرض حول محورها، يجب أن تكون الأرض قد دارت درجة إضافية واحدة. أي أن اليوم الشمسي أطول من اليوم الفلكي بحوالي 4 دقائق.
يتغير طول اليوم الشمسي خلال العام، حيث يصل مدى الاختلاف إلى 16 دقيقة، لكن متوسط اليوم الشمسي حسب التعريف يساوي 24 ساعة رغم أنه لا يساوي 24 ساعة بالضبط حسب قياس الساعات الذرية. ويعزى سبب تغير طول اليوم الشمسي إلى حقيقة كون مدار الأرض حول الشمس ليس مدارا دائريا بشكل تام، وإنما هو مدار بيضاوي بحيث تدور الأرض أسرع عندما تكون أكثر قربا من الشمس (الحضيض)، وتدور بشكل أبطأ عندما تكون بعيدة عن الشمس (الأوج).
وهنالك عاملان آخران يؤديان إلى تغير طول اليوم الشمسي، أولهما أن قياس الوقت يتم بناء على طول خط الاستواء السماوي، لكن مسار الشمس الحقيقي ليس على طول ذلك الخط وإنما على طول فلك البروج الذي يميل بزاوية مقدارها 23 درجة و 27 دقيقة نسبة لخط الاستواء السماوي، حيث يعود السبب في ذلك إلى ميل محور الأرض بتلك الزاوية. أما العامل الثاني فهو كون سرعة دوران الأرض حول محورها ليست ثابتة.
للحصول على وتيرة زمنية ثابتة لطول اليوم الشمسي يتم استبدال الشمس الظاهرية بشمس وهمية. تقع تلك الشمس على نقطة وهمية تتحرك فيها باتجاه الشرق على طول خط الاستواء السماوي بسرعة ثابتة تساوي متوسط سرعة الشمس الظاهرية على طول فلك البروج، والتي تساوي 15 درجة في الساعة الواحدة.
يتم حساب التوقيت العالمي (UT) بناء على متوسط اليوم الشمسي حيث يبدأ من منتصف الليل ويستمر يوما شمسيا واحدا. يقسم اليوم الشمسي إلى 24 ساعة تتكون كل واحدة منها من 60 دقيقة، وكل دقيقة مكونة من 60 ثانية تقاس حسب الزمن الذري.
وكما نميز بين اليوم الشمسي واليوم الفلكي على الأرض، فإن الأمر ذاته ينطبق على بقية الكواكب في منظومتنا الشمسية، والتي تدور حول الشمس مثل الأرض. ونجد اختلافا كبيرا في بعض الأحيان بين اليومين الشمسي والفلكي على بعض الكواكب، إذ يبلغ طول اليوم الشمسي على كوكب عطارد 4224 ساعة أرضية تقريبا، في حين أن اليوم الفلكي يساوي 1408 ساعة أرضية تقريبا، ويبلغ طول اليوم الشمسي في كوكب الزهرة 2802 ساعة أرضية تقريبا في حين يساوي اليوم الفلكي 5832 ساعة أرضية تقريبا. أما على المريخ فالفارق بين الزمنين ضئيل حيث يزيد عن الدقيقتين بقليل، إذ يبلغ طول اليوم الشمسي 24 ساعة أرضية و 40 دقيقة تقريبا، في حين يبلغ طول اليوم الفلكي 24 ساعة أرضية و 37 دقيقة تقريبا.